# Cheilotrichia brachyclada
Cheilotrichia brachyclada är en tvåvingeart som först beskrevs av Alexander 1940.  Cheilotrichia brachyclada ingår i släktet Cheilotrichia och familjen småharkrankar. Inga underarter finns listade i Catalogue of Life.